# Aletis erici
Aletis erici is een vlinder uit de familie spanners (Geometridae). De wetenschappelijke naam van deze soort is voor het eerst geldig gepubliceerd in 1896 door Kirby.
De soort komt voor in tropisch Afrika.